# إسحاق بالما
إسحاق بالما (بالإسبانية: Isaac Palma) هو منافس ألعاب قوى مكسيكي، ولد في 26 أكتوبر 1990.

## وصلات خارجية
- إسحاق بالما على موقع الاتحاد الدولي لألعاب القوى (الإنجليزية)
- إسحاق بالما على موقع اللجنة الأولمبية الدولية (الإنجليزية)
- إسحاق بالما على موقع أوليمبيديا (الإنجليزية)